# Martin Öhman (långdistanslöpare)
Martin Öhman, född 12 februari 1981, är en svensk friidrottare (långdistanslöpning) tävlande för Hässelby SK.

## Personliga rekord
| Utomhus - 800 meter – 1:52,98 (Göteborg 6 juli 2003) - 1 500 meter – 3:53,59 (Göteborg 5 juli 2003) - 3 000 meter – 8:57,43 (Sollentuna 8 juni 2012) - 5 000 meter – 14:54,46 (Södertälje 6 augusti 2014) - 10 000 meter – 30:56,62 (Umeå 1 augusti 2014) - Halvmaraton – 1:08:36 (Boulogne-Billancourt, Frankrike 20 november 2016) - Maraton – 2:21:31 (Sevilla, Spanien 25 februari 2018) | Inomhus - 800 meter – 1:56,15 (Stockholm 12 februari 2004) - 1 500 meter – 3:56,54 (Göteborg 24 februari 2002) |

## Övrigt
Martin Öhman är skapare av löpartjänsten runtrack.run